# レゴタイム
- テレビ東京 > テレビ東京番組一覧 > テレビ東京系アニメ > レゴタイム
- レゴ > レゴのテレビアニメ作品 > レゴタイム

『レゴタイム』は、テレビ東京系列にてレゴアニメシリーズが放送される時間に付けられている枠名である。

## 概要
2015年4月6日から9月28日まで「レゴ ニンジャゴー」一作目が放送される。この時はまだ枠名は付けられていなかった。2016年4月2日から「レゴ ニンジャゴー」二作目が放送され、この時から『レゴタイム』の枠名が付けられた。レゴアニメの他シリーズに切り替わるタイミングがクールと関係なく不定期になっている。2018年3月25日の放送をもって一時的に終了したが、2021年4月3日から「レゴ モンキーキッド」の放送によって再開したが、僅か1クールで幕を閉じた。
番組はレゴジャパンを筆頭とした複数スポンサーだが、レゴジャパン以外のスポンサーのCMもレゴ関連の内容で固定されている。

## 放送局
| 放送地域       | 放送局         | ネット形態                           | 放送時間                                                                                                 |
| -------------- | -------------- | ------------------------------------ | --- |
| 関東広域圏     | テレビ東京     | 制作局                               | 月曜 18:30 - 18:57 ↓ 土曜 9:30 - 10:00 ↓ 火曜 18:25 - 18:55 ↓ 日曜 7:00 - 7:30 ↓ 休枠 ↓ 土曜 7:30 - 8:00 |
| 北海道         | テレビ北海道   | 同時ネット                           | 月曜 18:30 - 18:57 ↓ 土曜 9:30 - 10:00 ↓ 火曜 18:25 - 18:55 ↓ 日曜 7:00 - 7:30 ↓ 休枠 ↓ 土曜 7:30 - 8:00 |
| 愛知県         | テレビ愛知     | 同時ネット                           | 月曜 18:30 - 18:57 ↓ 土曜 9:30 - 10:00 ↓ 火曜 18:25 - 18:55 ↓ 日曜 7:00 - 7:30 ↓ 休枠 ↓ 土曜 7:30 - 8:00 |
| 大阪府         | テレビ大阪     | 同時ネット ↓ 先行ネット ↓ 同時ネット | 月曜 18:30 - 18:57 ↓ 土曜 9:30 - 10:00 ↓ 火曜 18:25 - 18:55 ↓ 日曜 6:45 - 7:15 ↓ 休枠 ↓ 土曜 7:30 - 8:00 |
| 岡山県・香川県 | テレビせとうち | 同時ネット                           | 月曜 18:30 - 18:57 ↓ 土曜 9:30 - 10:00 ↓ 火曜 18:25 - 18:55 ↓ 日曜 7:00 - 7:30 ↓ 休枠 ↓ 土曜 7:30 - 8:00 |
| 福岡県・佐賀県 | TVQ九州放送    | 同時ネット                           | 月曜 18:30 - 18:57 ↓ 土曜 9:30 - 10:00 ↓ 火曜 18:25 - 18:55 ↓ 日曜 7:00 - 7:30 ↓ 休枠 ↓ 土曜 7:30 - 8:00 |

## 放送作品
| 放送作品                                   | 放送期間                       | 放送日時           | 備考                                                            |
| ------------------------------------------ | ------------------------------ | ------------------ | --------------------------------------------------------------- |
| レゴ ニンジャゴー                          | 2015年4月6日 - 9月28日         | 月曜 18:30 - 18:57 | 枠名が付く前                                                    |
| レゴ ニンジャゴー                          | 2016年4月2日 - 6月4日          | 土曜 9:30 - 10:00  |                                                                 |
| レゴ ネックスナイツ                        | 2016年6月11日 - 10月22日       | 土曜 9:30 - 10:00  |                                                                 |
| レゴ ニンジャゴー                          | 2016年10月29日 - 11月26日      | 土曜 9:30 - 10:00  |                                                                 |
| レゴ ネックスナイツ                        | 2016年12月3日 - 2017年3月11日  | 土曜 9:30 - 10:00  |                                                                 |
| レゴ ニンジャゴー                          | 2017年3月18日 - 3月25日        | 土曜 9:30 - 10:00  |                                                                 |
| レゴ ニンジャゴー                          | 2017年4月4日 - 6月6日          | 火曜 18:25 - 18:55 |                                                                 |
| レゴ フレンズ                              | 2017年6月13日 - 9月26日        | 火曜 18:25 - 18:55 | 5月以降はレゴ公式チャンネルのみ配信                             |
| レゴ ニンジャゴー                          | 2017年10月1日 - 12月3日        | 日曜 7:00 - 7:30   |                                                                 |
| LEGO スター・ウォーズ/フリーメーカーの冒険 | 2017年12月10日 - 2018年2月25日 | 日曜 7:00 - 7:30   | 4月以降はディズニーXDのみ放送                                   |
| レゴ ニンジャゴー                          | 2018年3月4日 - 3月25日         | 日曜 7:00 - 7:30   | 4月以降はコロコロチャンネルのみ配信・5月25日からはDlifeでも放送 |
| レゴ モンキーキッド                        | 2021年4月3日 - 5月29日         | 土曜 7:30 - 8:00   | 2018年以降の放送終了移行の長期休枠復活作品。                    |
| レゴ フレンズ                              | 2021年6月5日 - 6月26日         | 土曜 7:30 - 8:00   |                                                                 |